# استانیسواف برودنی
استانیسواف فلوریان برودنی (لهستانی: Stanisław Florian Brudny؛ ‏ [staˈɲiswaf]؛ ‏ زادهٔ ۱۶ مه ۱۹۳۰) بازیگر و صداپیشه اهل لهستان است.
از فیلم‌ها یا مجموعه‌های تلویزیونی که وی در آن‌ها نقش داشته‌است، می‌توان به باغ لوئیز، سارا، سال‌های شیرین، دوران افتخار، پدر متیو، در خوشی و سختی، رنگ‌های خوشبختی، تشخیص، دیروز، کورچاک، طایفه، ع چون عشق، اجاره‌نشین‌ها، خانه کشیش، کارآگاهان جنایی، تیم، کاتین، عشق بزرگ کوچک و عواقب اشاره نمود.